# New Black Panther Party
Il New Black Panther Party (NBPP) è un'organizzazione politica afroamericana istituita a Dallas, nel Texas, nel 1989. Nonostante il nome scelto, il NBPP non è ritenuto il successore ufficiale del Black Panther Party. Come hanno tenuto più volte a ribadire gli ex membri delle Pantere Nere, il nuovo partito sarebbe illegittimo, e "non rappresenta il nuovo partito delle Pantere Nere".
A seguito di una frattura nell'organizzazione, la fazione guidata dall'ex presidente Malik Zulu Shabazz ha fondato il New Black Panther Party for Self-Defense, che rivendica di essere l'organizzazione legittima.
Le associazioni che si battono contro il razzismo negli Stati Uniti d'America come Anti-Defamation League e Southern Poverty Law Center (SPLC), hanno classificato entrambe le formazioni come "gruppi che fomentano l'odio". In particolare, il SPLC ritiene che il NBPP abbia visioni anti-bianche e antisemite.
Da quando Khalid Abdul Muhammad, ministro della Nation of Islam, gruppo religioso degli afroamericani islamici, diventò presidente del NBPP per la sezione USA, dalla fine degli anni novanta fino alla sua morte sopraggiunta nel 2001, il gruppo ha attirato l'attenzione di numerosi membri del separatismo nero del NoI. L'organizzazione è guidata da Malik Zulu Shabazz, e Muhammad è considerato, de facto, padre del movimento. Nell'aprile 2010, Shabazz ha nominato, Stellio Capo Chichi, una delle più rappresentative figure del "supremazismo" nero in Francia, come presidente del ramo NBPP costituito in Francia.

## Casi mediatici

### L'interdizione di Shabazz in Canada
Nel maggio 2007, il presidente Shabazz fu invitato dalla Black Youth Taking Action (BYTA) a condurre un comizio al Queen's Park di Toronto, agli studenti della Ryerson University. Il comitato degli studenti  aveva approvato l'evento come parte del programma educativo sul contributo storico culturale dei neri afrocanadesi e afroamericani nella storia nordamericana. Dopo un po' di tempo, un portavoce della RSU dichiarò che il supporto al comizio da parte del comitato, sarebbe stato revocato, dal momento che non si era a conoscenza del fatto che era Shabazz l'incaricato a parlare.
Shabazz sbarcò con il volo al Toronto Pearson International Airport, ma al suo arrivo fu preventivamente fermato dalle autorità di confine canadesi e bloccato all'aeroporto a causa delle sue retoriche che violavano le leggi della Nazione. Sebbene lo scalo rientrasse all'interno della giurisdizione federale in regola con le leggi sul confine, l'Ontario Community Safety and Correctional Services Minister di Monte Kwinter, approvò il fermo di Shabazz. Il premier dell'Ontario, Dalton McGuinty, espresse preoccupazione per Shabazz. Comunque, la stampa riportò che a Shabazz fu negato l'accesso in Canada non per questioni politiche, ma a causa della sua fedina penale che presentava alcuni reati minori.
Il leader del NBPP fu costretto a ritornare a Buffalo, New York, e proprio da qui cercò di attraversare il confine in auto, ma anche qui fu fermato dai funzionari di confine che gli impedirono l'entrata negli Stati Uniti.
Il comizio si tenne in presenza di un centinaio di persone e dozzine di giornalisti, e la conferenza stampa inizialmente prevista fu in seguito disdetta. Poco prima dell'inizio della lezione, i dirigenti del RSU ricevettero minacce di una possibile interruzione violenta dell'evento.
Hashim Nzingh, capo del personale privato di Shabazz, accusò i gruppi ebraici Anti-Defamation League e Jewish Defense League dell'incidente, accusando il Canada di essere succube di Israele. Nkem Anizor, presidente del BYTA, citò l'influenza della lobby ebraica dietro la decisione dell'amministrazione di negare l'accesso di Shabazz nel Paese.

## Critiche
Tra i maggiori critici del movimento si sono espressi Huey P. Newton e Bobby Seale, fondatori delle Pantere Nere.
(Huey P. Newton sul NBPP)